# Parthenia
Parthenia (łac. Diocesis Partheniensis) – stolica historycznej diecezji w Cesarstwie rzymskim, w prowincji Mauretania Sitifense, zlikwidowana w VII w. podczas ekspansji islamskiej, współcześnie w północnej Algierii. Obecnie katolickie biskupstwo tytularne.

## Biskupi
| Lp. | Biskup            | Funkcja                              | Od               | Do                   |
| --- | ----------------- | ------------------------------------ | ---------------- | -------------------- |
| 1   | Giovanni Fallani  | urzędnik Kurii Rzymskiej             | 4 czerwca 1964   | 23 lipca 1985        |
| 2   | José Luis Lacunza | biskup pomocniczy Panamy (Panama)    | 30 grudnia 1985  | 29 października 1994 |
| 3   | Jacques Gaillot   | emerytowany biskup Évreux (Francja)  | 13 stycznia 1995 | 12 kwietnia 2023     |
| 4   | Joaquim Dionísio  | biskup pomocniczy Porto (Portugalia) | 26 maja 2023     |                      |